# Phascolion manceps
Phascolion manceps är en stjärnmaskart som beskrevs av Selenka, de Man och Bnlow 1883. Phascolion manceps ingår i släktet Phascolion och familjen Phascoliidae. Inga underarter finns listade i Catalogue of Life.